# Nososticta exul
Nososticta exul – gatunek ważki z rodziny pióronogowatych (Platycnemididae).